# Муртазалиев, Муртазали Шамильевич
Муртазали Шамильевич Муртазалиев (род. 15 декабря 1988 года) — киргизский спортсмен, выступающий в джиу-джитсу. Многократный призёр чемпионатов мира, Азии и Азиатских игр.

## Биография
Муртазали родился 15 декабря 1988 года.
Муртазали начал заниматься джиу-джитсу в 2008 году в Малайзии. С 2010 года развивает этот вид спорта в Кыргызстане. С 2016 года — главный тренер сборной Кыргызстана по джиу-джитсу. Также привёл в этот спорт своего младшего брата Абдурахманхаджи, ставшего под его руководством многократным призёром чемпионатов мира и Азии.
Среди его воспитанников: Руслан Сагдеев, Азат Бакиров и другие спортсмены.
В 2018 году Муртазали получил звание «Заслуженный тренер Киргизской Республики».
В 2019 году стал первым киргизским спортсменом, получившим чёрный пояс по джиу-джитсу.

## Награды

### Джиу-джитсу
- Бронзовый призёр пляжных Азиатских игр 2016 (Дананг, Вьетнам)[5]
- Серебряный призёр чемпионата Азии 2017 (Ханой, Вьетнам)[6]
- Чемпион Европы UAEJJF 2018 (Москва, Россия)[7]
- Бронзовый призёр Летних Азиатских игр 2018 (Джакарта, Индонезия)[8]
- Чемпион мира 2019 (Абу-Даби, ОАЭ)[9][10]
- Серебряный призёр чемпионата Азии 2019 (Улан-Батор, Монголия)[11]